# UEFA女子ヨーロッパカップ
UEFA女子ヨーロッパカップ（英: UEFA Women's Europa Cup）は、欧州サッカー連盟（UEFA）が主催する、クラブチームによる女子サッカーの大陸選手権大会である。

## 概要
UEFA女子チャンピオンズリーグの下部大会で男子のUEFAヨーロッパリーグに相当。第一回は2025–26に実施予定。正式な大会名は2024年12月16日に公表された。